# Henrique da Costa Mecking
Henrique da Costa Mecking (Santa Cruz do Sul, 23 gennaio 1952) è uno scacchista brasiliano, Grande maestro.

## Biografia
Di famiglia di origine tedesca (il nonno Heinrich Mecking emigrò in Brasile negli anni 1880), rivelò fin da giovanissimo un notevole talento per gli scacchi, vincendo a soli 13 anni a Rio de Janeiro il Campionato brasiliano. Ripeté il successo due anni dopo a San Paolo.
Noto anche con il soprannome Mequinho, all'età di 15 anni partecipò al torneo interzonale di Susa in Tunisia, sconfiggendo tra gli altri Viktor Korčnoj. Nel 1972 divenne a 19 anni il primo grande maestro brasiliano.
Raggiunse il massimo punteggio Elo nel 1977 con 2635 punti (3º posto al mondo dopo Karpov e Korčnoj).
Ottenne il primo trionfo in campo internazionale vincendo l'interzonale di Petrópolis del 1973, davanti a giocatori come Paul Keres, David Bronštejn e molti altri. Nei quarti di finale del torneo dei candidati perse però contro Viktor Korčnoj.
Nel 1976 vinse l'interzonale di Manila davanti a Hort, Paluhaeŭski, Ljubojević, Vitalij Ceškovskij e altri 15 grandi maestri. Nel torneo dei candidati perse nei quarti di finale contro Paluhaeŭski.
Partecipò a pochi tornei, ottenendo però alcuni notevoli risultati:
- 1971: 1º a Vršac
- 1972: =3º al torneo di Hasting 1971/72 con Robert Byrne, dietro ai vincitori Karpov e Korčnoj
- 1975: =2º a Las Palmas con Andersson e Tal', dietro a Ljubojević; =2º a Manila con Paluhaeŭski, Larsen e Pfegler, ancora dietro a Ljubojević.

Verso la fine degli anni settanta cominciò a soffrire di miastenia gravis, ciò che gli impedì di proseguire regolarmente la carriera scacchistica. Negli anni novanta le sue condizioni di salute migliorarono e ciò gli permise di disputare alcune partite amichevoli (nel 1991 contro Predrag Nikolić e nel 1992 contro Yasser Seirawan) e saltuariamente alcuni tornei.